# Panai
Panai is een bestuurslaag in het regentschap Musi Banyuasin van de provincie Zuid-Sumatra, Indonesië. Panai telt 796 inwoners (volkstelling 2010).